# Turneul de tenis de la Roland Garros 2010
Turneul de tenis de la Roland Garros 2010 a fost un turneu de tenis jucat pe zgură. A fost a 109-a ediție a Openului Francez, și al doilea Grand Slam al anului. Acesta a avut loc la Stade Roland Garros în Paris, Franța, din 23 mai până la 6 iunie 2010.

## Jucători simplu
Simplu Masculin
| Campion                           | Campion              | Finalist                    | Finalist                    |
| --------------------------------- | -------------------- | --------------------------- | --------------------------- |
| Rafael Nadal (2)                  | Rafael Nadal (2)     | Robin Söderling (5)         | Robin Söderling (5)         |
| Eliminați în semifinale           |                      |                             |                             |
| Tomáš Berdych (15)                | Tomáš Berdych (15)   | Jürgen Melzer (22)          | Jürgen Melzer (22)          |
| Eliminați în sferturile de finală |                      |                             |                             |
| Roger Federer (1)                 | Mikhail Youzhny (11) | Novak Djokovic (3)          | Nicolás Almagro (19)        |
| Eliminați în runda a patra        |                      |                             |                             |
| Stanislas Wawrinka (20)           | Marin Čilić (10)     | Andy Murray (4)             | Jo-Wilfried Tsonga (8)      |
| Teimuraz Gabashvili (Q)           | Robby Ginepri        | Fernando Verdasco (7)       | Thomaz Bellucci (24)        |
| Eliminați în runda a treia        |                      |                             |                             |
| Julian Reister (Q)                | Fabio Fognini        | Leonardo Mayer              | Albert Montañés (29)        |
| Marcos Baghdatis (25)             | John Isner (17)      | Viktor Troicki              | Thiemo de Bakker            |
| Andy Roddick (6)                  | David Ferrer (9)     | Juan Carlos Ferrero (16)    | Victor Hănescu (31)         |
| Philipp Kohlschreiber (30)        | Alexandr Dolgopolov  | Ivan Ljubičić (14)          | Lleyton Hewitt (28)         |
| Eliminați în runda a doua         |                      |                             |                             |
| Alejandro Falla                   | Olivier Rochus       | Andreas Beck                | Gaël Monfils (13)           |
| Daniel Gimeno-Traver              | Julien Benneteau     | Tobias Kamke (Q)            | Taylor Dent                 |
| Juan Ignacio Chela                | Marcel Granollers    | Marco Chiudinelli           | Édouard Roger-Vasselin (WC) |
| Lukáš Lacko                       | Carsten Ball (WC)    | Guillermo García-López (32) | Josselin Ouanna (WC)        |
| Blaž Kavčič                       | Grega Žemlja (Q)     | Nicolas Mahut (WC)          | Xavier Malisse              |
| Pere Riba                         | Potito Starace       | Yuri Schukin (Q)            | Kei Nishikori (PR)          |
| Florent Serra                     | Andreas Seppi        | Steve Darcis                | Fernando González (12)      |
| Mardy Fish                        | Pablo Andújar (Q)    | Denis Istomin               | Horacio Zeballos            |
| Eliminați în prima rundă          |                      |                             |                             |
| Peter Luczak                      | Janko Tipsarević     | Benoît Paire                | Feliciano López (27)        |
| Jan Hájek                         | Paolo Lorenzi        | Nicolás Massú               | Dieter Kindlmann (LL)       |
| Ricardo Mello                     | Dmitry Tursunov      | Sergiy Stakhovsky           | Ernests Gulbis (23)         |
| Stefano Galvani (Q)               | Stéphane Robert      | Nicolás Lapentti            | Laurent Recouderc (WC)      |
| Richard Gasquet                   | Ryan Sweeting (WC)   | Paul-Henri Mathieu          | Jesse Witten                |
| Andrey Golubev                    | Somdev Devvarman (Q) | Kevin Anderson              | Jorge Aguilar               |
| Michał Przysiężny                 | Michael Yani         | Philipp Petzschner          | Tommy Robredo (21)          |
| Rainer Schüttler                  | Olivier Patience (Q) | Łukasz Kubot                | Daniel Brands               |
| Jarkko Nieminen                   | Eduardo Schwank      | Daniel Köllerer             | Juan Mónaco (26)            |
| Dudi Sela                         | Mischa Zverev        | Simon Greul                 | David Guez (WC)             |
| Pablo Cuevas                      | Marc Gicquel         | Illya Marchenko             | Sam Querrey (18)            |
| Óscar Hernández                   | Rajeev Ram           | Santiago Giraldo            | Evgeny Korolev              |
| Igor Kunitsyn                     | Michael Russell      | Santiago Ventura (LL)       | Karol Beck                  |
| Robin Haase (PR)                  | Kristof Vliegen      | Arnaud Clément              | Thiago Alves (Q)            |
| Lu Yen-hsun                       | Michael Berrer       | Simone Bolelli (Q)          | Michaël Llodra              |
| Jérémy Chardy                     | Benjamin Becker      | Martin Fischer (Q)          | Gianni Mina (WC)            |

Simplu feminin
| Campioană                         | Campioană                | Finalistă                  | Finalistă                  |
| --------------------------------- | ------------------------ | -------------------------- | -------------------------- |
| Francesca Schiavone (17)          | Francesca Schiavone (17) | Samantha Stosur (7)        | Samantha Stosur (7)        |
| Eliminate în semifinale           |                          |                            |                            |
| Jelena Janković (4)               | Jelena Janković (4)      | Elena Dementieva (5)       | Elena Dementieva (5)       |
| Eliminate în sferturile de finală |                          |                            |                            |
| Serena Williams (1)               | Yaroslava Shvedova       | Caroline Wozniacki (3)     | Nadia Petrova (19)         |
| Eliminate în runda a patra        |                          |                            |                            |
| Shahar Pe'er (18)                 | Justine Henin (22)       | Daniela Hantuchová (23)    | Jarmila Groth (WC)         |
| Maria Kirilenko (30)              | Flavia Pennetta (14)     | Chanelle Scheepers (Q)     | Venus Williams (2)         |
| Eliminate în runda a treia        |                          |                            |                            |
| Anastasia Pavlyuchenkova (29)     | Marion Bartoli (13)      | Maria Sharapova (12)       | Anastasia Pivovarova (Q)   |
| Alona Bondarenko (27)             | Yanina Wickmayer (16)    | Anastasia Rodionova        | Alisa Kleybanova (28)      |
| Svetlana Kuznetsova (6)           | Li Na (11)               | Polona Hercog              | Alexandra Dulgheru (31)    |
| Aleksandra Wozniak                | Akgul Amanmuradova       | Aravane Rezaï (15)         | Dominika Cibulková (26)    |
| Eliminate în runda a doua         |                          |                            |                            |
| Julia Görges                      | Jill Craybas             | Bethanie Mattek-Sands (LL) | Olivia Sanchez (WC)        |
| Kirsten Flipkens                  | Klára Zakopalová         | Zheng Jie (25)             | Rossana de los Ríos        |
| Kaia Kanepi (Q)                   | Magdaléna Rybáriková     | Olga Govortsova            | Sybille Bammer             |
| Kimiko Date Krumm                 | Vera Zvonareva (21)      | Ana Ivanović               | Agnieszka Radwańska (8)    |
| Andrea Petkovic                   | Yvonne Meusburger        | Sophie Ferguson (Q)        | Stéphanie Cohen-Aloro (WC) |
| Roberta Vinci                     | Lucie Šafářová (24)      | Timea Bacsinszky           | Tathiana Garbin            |
| Anabel Medina Garrigues           | Kateryna Bondarenko (32) | Johanna Larsson            | Gisela Dulko               |
| Angelique Kerber                  | Ágnes Szávay             | Varvara Lepchenko          | Arantxa Parra Santonja     |
| Eliminate în prima rundă          |                          |                            |                            |
| Stefanie Vögele                   | Melinda Czink            | Katie O'Brien              | Alizé Cornet               |
| Nuria Llagostera Vives (Q)        | Vania King               | Shenay Perry               | Maria Elena Camerin        |
| Ksenia Pervak (Q)                 | Ayumi Morita             | Katarina Srebotnik         | Tsvetana Pironkova         |
| Ekaterina Bychkova                | Ioana Raluca Olaru       | Barbora Záhlavová-Strýcová | Simona Halep (Q)           |
| Alicia Molik                      | Pauline Parmentier       | Sofia Arvidsson            | Vera Dushevina             |
| Tamarine Tanasugarn               | Carla Suárez Navarro     | Mariana Duque Mariño       | Sandra Záhlavová           |
| Dinara Safina (9)                 | Yung-Jan Chan            | Ekaterina Makarova         | Alberta Brianti            |
| Mariya Koryttseva                 | Chang Kai-Chen           | Sara Errani                | Elena Baltacha             |
| Sorana Cîrstea                    | Elena Vesnina            | Claire Feuerstein (WC)     | Karolina Šprem             |
| Regina Kulikova                   | Petra Kvitová            | Stéphanie Dubois           | Kristina Mladenovic (WC)   |
| Anne Keothavong                   | Virginie Razzano         | Misaki Doi (Q)             | Jelena Dokić               |
| Lucie Hradecká                    | Tatjana Malek            | Kristina Barrois           | Alla Kudryavtseva          |
| Petra Martić                      | Melanie Oudin            | Iveta Benešová             | Julie Coin                 |
| María José Martínez Sánchez (20)  | Anastasija Sevastova     | Mathilde Johansson (WC)    | Victoria Azarenka (10)     |
| Heidi El Tabakh (Q)               | Anna Chakvetadze         | Stéphanie Foretz (WC)      | Zhang Shuai (Q)            |
| Ekaterina Ivanova (Q)             | Christina McHale (WC)    | Kurumi Nara (Q)            | Patty Schnyder             |

## Seniori

### Simplu masculin
Rafael Nadal a câștigat contra lui  Robin Söderling, 6–4, 6–2, 6–4

### Simplu feminin
Francesca Schiavone a câștigat contra  Samanthei Stosur, 6–4, 7–6(2)

### Dublu masculin
Daniel Nestor/  Nenad Zimonjić au câștigat contra echipei  Lukáš Dlouhý /  Leander Paes, 7–5, 6–2

### Dublu feminin
Serena Williams /  Venus Williams au câștigat contra echipei  Květa Peschke /  Katarina Srebotnik, 6–2, 6–3

### Dublu mixt
Katarina Srebotnik /  Nenad Zimonjić au câștigat contra echipei  Yaroslava Shvedova /  Julian Knowle, 4–6, 7–6(5), [11–9]

## Juniori

### Simplu la Băieți
Agustín Velotti a câștigat contra lui  Andrea Collarini, 6–4, 7–5

### Simplu la Fete
Elina Svitolina a câștigat contra  Onsei Jabeur, 6–2, 7–5

### Dublu la Băieți
Duilio Beretta /  Roberto Quiroz a câștigat contra lui  Facundo Argüello /  Agustín Velotti, 6–3, 6–2

### Dublu la fete
Tímea Babos /  Sloane Stephens au câștigat contra echipei  Lara Arruabarrena-Vecino /  María-Teresa Torro-Flor, 6–2, 6–3